# Mercedes Margarita Oviedo
Mercedes Margarita Oviedo (El Zapallar, provincia del Chaco, 29 de octubre de 1952) es una licenciada en trabajo social, política y docente argentina. Se destacó por haber sido elegida como la primera vicegobernadora mujer de la provincia de Misiones entre los años 1999 y 2001. También fue elegida senadora nacional por Misiones en el período 2001–2005 y diputada provincial.

## Carrera política
Mercedes Margarita Oviedo ocupó cargos provinciales en el Ministerio de Bienestar Social, de la Mujer y de la Juventud de Misiones entre 1988 y 1995. A fines de la década de 1980 creó la asociación civil «Casa de la Mujer de la provincia de Misiones» brindando apoyo social, capacitación, y posibilidades de salida laboral a las mujeres de la provincia. También fue presidenta de la Federación de Organizaciones No Gubernamentales de la República Argentina (FONGRA).
En 1996 ocupó la vicepresidencia del Instituto Provincial de Desarrollo Habitacional (Iprodha). Fue elegida diputada provincial de Misiones entre 1997 y 1999 y nuevamente entre 2005 y 2009; también fue presidenta de la Secretaría de la Mujer del Partido Justicialista. En 1999, asumió como vicegobernadora de la provincia de Misiones junto a Carlos Rovira, en el entonces denominado Frente para el cambio. A este último cargo, renunció en 2001, luego de ser electa senadora nacional, siendo a su vez elegida por sus compañeros de banca como Presidenta de la Comisión Salud y Deporte.